# Ханахан
Ханахан (англ. Hanahan) — город в округе Беркли в штате Южная Каролина в Соединённых Штатах Америки.
Согласно результатам переписи населения США, проведённой в 2020 году, число жителей города составляло 20 325 человек, что, для такого небольшого населённого пункта, существенно больше (+ 12,9%), чем было во время предыдущей переписи прошедшей в 2010 году (17 997 человек).

## История
На востоке от Ханахана находится старая военно-морская база ВМС США, которая ранее была базой подводных лодок и до сих пор является федеральной собственностью. Небольшая часть этой базы фактически находится в городской черте. 
В 1973 году поселение было инкорпорировано и включено в реестр штата Айова, благодаря чему некорпоративное сообщество Ханахан официально получило статус города («Сity of» / «Town of»).
Плантация Отранто была внесена в Национальный реестр исторических мест США в 1978 году.
По сути Ханахан является сейчас спальным районом Чарлстона; люди предпочитают селиться здесь из-за гораздо более доступных цен на землю и недвижимость. В северо-восточной и юго-восточной части города расположено довольно много крупных складов, которые напрямую связаны с обслуживанием с порта Чарльстона, а также аэронавтикой, логистикой и оборонной промышленностью. Наличие железнодорожного сообщения и близость к основным автомагистралям делает город идеальным местом для кратковременного складирования грузов.
С начала третьего тысячелетия население города увеличилось более чем в полтора раза.

## География
Ханахан расположен на на высоте около 16 метров над уровнем моря на юге округа Беркли и граничит с близлежащим округом Чарльстон.
В соответствии с данными указанными на сайте центрального статистического органа страны — Бюро переписи населения США, общая площадь города составляет 11,5 квадратных миль (29,8 км²), из которых 10,7 квадратных миль (27,7 км²) занимает суша, а 0,81 квадратных мили (2,1 км² или 7,14%) приходится на водную поверхность.